# 榆叶梅
榆叶梅（学名：Prunus triloba）又称鸾枝，为蔷薇科李属的植物。

## 形态
落叶灌木或小乔木；广椭圆形至倒卵形叶子，先端有时浅三裂，边缘有重锯齿；春季开淡红色花，花单生，钟形萼筒；红色近球形果实，有毛。

## 分布
分布在中亚以及中国大陆的内蒙古、河北、山西、黑龙江、浙江、甘肃、江西、山东、江苏、吉林、陕西、辽宁等地，生长于海拔400米的地区，常生于坡地沟旁乔、灌木林下及林缘，台灣已有園藝業者引進栽培。

## 别名
额勒伯特=其其格（汉语拼音字母：Elbegt qiqig），鸾枝花

## 异名
- Prunus triloba (Lindl.) Ricker f. multiplex (Bunge) Rehd.
- Prunus triloba Lindl.
- Prunus triloba Lindl. f. multiplex (Bunge) Rehd.

## 外部連結
- 榆葉梅 Yuyemei （页面存档备份，存于） 藥用植物圖像資料庫 (香港浸會大學中醫藥學院) （繁體中文）（英文）